# Tortula brevisetacea
Tortula brevisetacea là một loài Rêu trong họ Pottiaceae. Loài này được (Hampe ex F. Muell.) Thér. miêu tả khoa học đầu tiên năm 1920.